# Wikariusz sądowy
Wikariusz sądowy, oficjał (od łac. officialis, urzędowy) – w Kościele rzymskokatolickim mianowany przez biskupa diecezjalnego duchowny sprawujący, w jego imieniu i zastępstwie, jurysdykcję biskupią w zakresie sądownictwa kościelnego w diecezji. W realizacji tego zadania pomagają mu inni sędziowie mianowani przez biskupa.
Urząd ten powstał w archidiecezji Reims w drugiej połowie XII wieku. W polskim Kościele wprowadził go na synodzie wrocławskim w 1248 roku legat papieża Urbana IV.
W Polsce funkcję oficjała łączono zazwyczaj z urzędem wikariusza generalnego, a pełnili go przeważnie kanonicy. Powoływano oficjałów generalnych (stołecznych) i foralnych (okręgowych). Urzędy te obsadzali odpowiednio kanonicy kapituł katedralnych i kolegiackich.